# باتريس برون (عالم آثار)
باتريس برون (بالفرنسية: Patrice Brun)‏ هو عالم آثار فرنسي، ولد في 7 يوليو 1951 في كوبلنتس في ألمانيا.